# Ballophilus giganteus
Ballophilus giganteus är en mångfotingart som beskrevs av Demange 1963. Ballophilus giganteus ingår i släktet Ballophilus och familjen Ballophilidae.
Artens utbredningsområde är Elfenbenskusten. Inga underarter finns listade i Catalogue of Life.